# آنسلمو سیلوینو
آنسلمو سیلوینو (ایتالیایی: Anselmo Silvino؛ زادهٔ ۲۳ نوامبر ۱۹۴۵) وزنه‌بردار اهل ایتالیا بود.
وی در مسابقات کشوری و بین‌المللی در مجموع برندهٔ ۴ مدال برنز شده‌است.